# AZS Uniwersytet Jagielloński
Klub Uczelniany Akademickiego Związku Sportowego Uniwersytetu Jagiellońskiego – wielosekcyjny uczelniany klub sportowy działający przy Uniwersytecie Jagiellońskim w Krakowie. Został założony w 1909 roku.

## Zespoły ligowe
AZS Uniwersytet Jagielloński – kobieca drużyna piłkarska uczestnicząca w rozgrywkach ekstraligi.